# Distribuzione Gamma
In teoria delle probabilità la distribuzione Gamma è una distribuzione di probabilità continua, che comprende, come casi particolari, anche le distribuzioni esponenziale e chi quadrato.
Viene utilizzata come modello generale dei tempi di attesa nella teoria delle code, soprattutto qualora siano importanti effetti che rimuovano "l'assenza di memoria" della distribuzione esponenziale. Nella statistica bayesiana è comune sia come distribuzione a priori che come distribuzione a posteriori.

## Definizione
La distribuzione Gamma è la distribuzione di probabilità della variabile aleatoria definita come la somma di variabili aleatorie indipendenti e con distribuzione esponenziale; la distribuzione Gamma è una distribuzione di probabilità definita sui numeri reali positivi, {\displaystyle \mathbb {R} ^{+}}. A seconda degli autori, viene parametrizzata in due modi diversi: sia tramite la coppia di numeri positivi {\displaystyle (k,\theta )}, sia tramite la coppia di numeri positivi {\displaystyle (\alpha ,\beta )}. Le due parametrizzazioni sono legate dalle relazioni {\displaystyle \alpha =k} e {\displaystyle \beta =1/\theta }. Nel seguito si farà riferimento alla parametrizzazione Gamma{\displaystyle (k,\theta )}.
La sua funzione di densità di probabilità è
{\displaystyle f(x)={\frac {1}{\theta ^{k}\Gamma (k)}}x^{k-1}e^{-{\frac {x}{\theta }}}={\frac {\beta ^{\alpha }}{\Gamma (\alpha )}}x^{\alpha -1}e^{-\beta x}},
dove {\displaystyle \Gamma (k)=\int _{0}^{\infty }t^{k-1}e^{-t}dt} è la funzione Gamma di Eulero.
Possiamo osservare che se {\displaystyle k\in \mathbb {N} } vale che {\displaystyle \Gamma (k)=(k-1)!}
La sua funzione di ripartizione è la funzione gamma incompleta inferiore regolarizzata
{\displaystyle F(x)=P(k,x)={\frac {\gamma (k,x/\theta )}{\Gamma (k)}}={\frac {\gamma (\alpha ,\beta x)}{\Gamma (\alpha )}}},
dove {\displaystyle \gamma (k,x)=\int _{0}^{x}t^{k-1}e^{-t}dt} è la funzione Gamma incompleta inferiore.

### Caratteristiche
I momenti semplici della distribuzione Gamma di parametri {\displaystyle (k,\theta )} sono
{\displaystyle \mu _{n}=\mathbb {E} [X^{n}]={\tfrac {1}{\theta ^{k}\Gamma (k)}}\int _{0}^{\infty }x^{k+n-1}e^{-{\frac {x}{\theta }}}dx}
{\displaystyle \mu _{n}={\tfrac {\theta ^{k+n-1}}{\theta ^{k-1}\Gamma (k)}}\int _{0}^{\infty }u^{k+n-1}e^{-u}du=\theta ^{n}{\frac {\Gamma (k+n)}{\Gamma (k)}}=\theta ^{n}\prod _{i=0}^{n-1}(k+i),}
dove si effettua la solita sostituzione {\displaystyle {\frac {x}{\theta }}=u} per ottenere la rappresentazione integrale della funzione Gamma di Eulero.
In particolare la distribuzione ha:
- valore atteso {\displaystyle \mathbb {E} [X]=k\theta ;}
- varianza {\displaystyle \mathrm {Var} (X)=k\theta ^{2};}
- indice di asimmetria {\displaystyle \gamma _{1}=2\,k^{-{\frac {1}{2}}};}
- indice di curtosi {\displaystyle \gamma _{2}=6\,k^{-1}.}

Funzione generatrice di momenti:
{\displaystyle \mathbb {M} _{X}(t)=\mathbb {E} [e^{tX}]={\frac {1}{\theta ^{k}\Gamma (k)}}\int _{0}^{\infty }x^{k-1}e^{-x\left({\frac {1}{\theta }}-t\right)}dx={\frac {1}{\theta ^{k}\Gamma (k)({\tfrac {1}{\theta }}-t)^{k}}}\int _{0}^{\infty }u^{k-1}e^{-u}du}
{\displaystyle \mathbb {M} _{X}(t)=(1-\theta t)^{-k}} che esiste per ogni valore di t tale che {\displaystyle 1-\theta t>0\Rightarrow t<\theta ^{-1}.}

### Proprietà (Teorema del cambiamento di scala)
Se {\displaystyle X} segue la distribuzione Gamma{\displaystyle (k,\theta )} allora {\displaystyle aX} segue la distribuzione Gamma{\displaystyle (k,a\theta )}.
Se {\displaystyle X_{1},\ldots ,X_{n}} sono variabili aleatorie indipendenti, ognuna con distribuzione Gamma{\displaystyle (k_{i},\theta )}, allora la loro somma {\displaystyle X_{1}+\ldots +X_{n}} segue la distribuzione Gamma{\displaystyle (k_{1}+\ldots +k_{n},\theta )}.

## Altre distribuzioni
La distribuzione Gamma generalizza diverse distribuzioni (è conveniente ora utilizzare la seconda delle due parametrizzazioni presentate):
- se {\displaystyle k} è un numero naturale si ottiene la distribuzione di Erlang;
- {\displaystyle \mathrm {Gamma} (1,{\theta })={\mathcal {E}}({1/\theta })} è la distribuzione esponenziale;
- {\displaystyle \mathrm {Gamma} ({\tfrac {n}{2}},1/2)=\chi ^{2}(n)} è la distribuzione chi quadrato;
- se {\displaystyle X} segue una distribuzione di Maxwell-Boltzmann di parametro {\displaystyle a} allora {\displaystyle X^{2}}è distribuito secondo {\displaystyle \mathrm {Gamma} ({\tfrac {3}{2}},2a^{2})}.

Nell'inferenza bayesiana la distribuzione Gamma può descrivere sia a priori che a posteriori di un'osservazione il parametro {\displaystyle X} di diverse distribuzioni di probabilità, ad esempio della distribuzione esponenziale e della distribuzione di Poisson.
La distribuzione Gamma inversa è la distribuzione dell'inversa {\displaystyle X^{-1}} di una variabile aleatoria {\displaystyle X} che segue la distribuzione Gamma.
Se {\displaystyle X} e {\displaystyle Y} sono variabili aleatorie indipendenti con distribuzioni {\displaystyle \mathrm {Gamma} (k_{1},\theta )} e {\displaystyle \mathrm {Gamma} (k_{2},\theta )}, allora {\displaystyle Z={\tfrac {X}{X+Y}}} segue la distribuzione Beta {\displaystyle \mathrm {Beta} (k_{1},k_{2})}, mentre {\displaystyle {\tfrac {X}{Y}}={\tfrac {Z}{1-Z}}} segue una distribuzione Beta del secondo tipo.
Più in generale il vettore {\displaystyle {\tfrac {1}{X_{1}+\ldots +X_{n}}}(X_{1},\ldots ,X_{n})}, descritto da {\displaystyle n} variabili aleatorie indipendenti {\displaystyle X_{i}} di distribuzioni {\displaystyle \mathrm {Gamma} (k_{i},\theta )}, segue una distribuzione di Dirichlet di parametri {\displaystyle (k_{1},\ldots ,k_{n})}.
Una generalizzazione della distribuzione Gamma è la distribuzione di Wishart, che generalizza anche la distribuzione {\displaystyle \chi ^{2}}.

## Stimatori
Calcoliamo ora degli stimatori che possano, dato un campione presumibilmente Gamma distribuito, restituirci una stima dei suoi parametri {\displaystyle \theta } e {\displaystyle k}.
Uno stimatore corretto per {\displaystyle \theta } è 
{\displaystyle {\hat {\theta }}={\frac {1}{nk}}\sum _{i=1}^{n}x_{i}.}
Stimatore asintoticamente corretto per {\displaystyle k} è:
{\displaystyle {\hat {k}}=\psi _{0}^{-1}\left[\ln \left({\sqrt[{n}]{\prod _{i=1}^{n}{\frac {x_{i}}{\theta }}}}\right)\right]=\psi _{0}^{-1}\left[{\frac {1}{n}}\sum _{i=1}^{n}\ln \left({\frac {x_{i}}{\theta }}\right)\right].}

dove {\displaystyle \psi _{0}^{-1}} è la funzione inversa della funzione digamma {\displaystyle \psi _{0}(k)} così definita:
{\displaystyle \psi _{0}(x):={\frac {\Gamma '(x)}{\Gamma (x)}}={\frac {d}{dx}}\ln \Gamma (x).}
Le dimostrazioni adottano il metodo della massima verosimiglianza, dove la funzione di verosimiglianza dato il campione è
{\displaystyle \{X_{i}\}_{i=1}^{n}\subset \mathbb {R} ^{+}}
{\displaystyle {\mathcal {L}}(\{X_{i}\}|\theta ,k)={\frac {1}{\theta ^{nk}\Gamma ^{n}(k)}}\,\cdot \,\left(\prod _{i=1}^{n}x_{i}\right)^{k-1}\,e^{-{\frac {1}{\theta }}\sum _{i=1}^{n}x_{i}}.}

### Dimostrazione stimatore diθ
Il parametro {\displaystyle \theta } è il più semplice da stimare.
Notiamo che la funzione di verosimiglianza è ovunque positiva e nel limite degli estremi di {\displaystyle \theta }, si annulla.
{\displaystyle \lim _{\theta \rightarrow 0^{+}}{\mathcal {L}}=0}
{\displaystyle \lim _{\theta \rightarrow +\infty }{\mathcal {L}}=0}
Pertanto se imponiamo la sua derivata uguale a zero, nel caso la soluzione sia unica, questa deve per forza essere un punto di massimo.
{\displaystyle \left({\frac {\partial {\mathcal {L}}}{\partial \theta }}\right)_{\theta ={\hat {\theta }}}={\frac {e^{-{\frac {1}{\hat {\theta }}}\sum _{i=1}^{n}x_{i}}}{\Gamma ^{n}(k)}}\left(\prod _{i=1}^{n}x_{i}\right)^{k-1}\,\cdot \left({\hat {\theta }}^{-nk-2}\sum _{i=1}^{n}x_{i}-nk{\hat {\theta }}^{-nk-1}\right)}
Occorre adesso eguagliare a zero tale espressione
{\displaystyle \left({\frac {\partial {\mathcal {L}}}{\partial \theta }}\right)_{\theta ={\hat {\theta }}}=0\,\Rightarrow \,{\hat {\theta }}^{-nk-2}\sum _{i=1}^{n}x_{i}-nk{\hat {\theta }}^{-nk-1}=0\,\Rightarrow \,{\hat {\theta }}={\frac {1}{nk}}\sum _{i=1}^{n}x_{i}}
Ed ecco il nostro stimatore di {\displaystyle \theta }, che ricorda molto una media aritmetica, riscalata sul parametro {\displaystyle k} (che ricordiamo essere uguale a 1 nel caso particolare della distribuzione esponenziale). Si può notare facilmente che il valor atteso di questo stimatore è proprio {\displaystyle \theta }, data la linearità dell'operatore.
{\displaystyle \mathbb {E} [{\hat {\theta }}]=\mathbb {E} \left[{\frac {1}{kn}}\sum _{i=1}^{n}x_{i}\right]={\frac {1}{kn}}\sum _{i=1}^{n}\mathbb {E} [x_{i}].}
Ricordiamo {\displaystyle \mathbb {E} [x_{i}]=k\theta }
{\displaystyle \mathbb {E} [{\hat {\theta }}]={\frac {nk\theta }{kn}}=\theta .}

### Dimostrazione stimatore dik
Prendiamo ora in esame il calcolo dello stimatore per {\displaystyle k}.
Anche qui la funzione di verosimiglianza si annulla per il limite di {\displaystyle k\rightarrow 0^{+}} e {\displaystyle k\rightarrow +\infty }, pertanto procediamo con il calcolo della derivata.
{\displaystyle \left({\frac {\partial {\mathcal {L}}}{\partial k}}\right)_{k={\hat {k}}}\!\!\!\!\!=e^{-{\frac {1}{\theta }}\sum x_{i}}\left(\prod x_{i}\right)^{{\hat {k}}-1}\left[{\frac {\ln \left(\prod x_{i}\right)}{\theta ^{n{\hat {k}}}\Gamma ^{n}({\hat {k}})}}-n{\frac {\ln(\theta )+\psi _{0}({\hat {k}})}{\theta ^{n{\hat {k}}}\Gamma ^{n}({\hat {k}})}}\right]={\frac {e^{-{\frac {1}{\theta }}\sum x_{i}}\left(\prod x_{i}\right)^{{\hat {k}}-1}}{\theta ^{n{\hat {k}}}\Gamma ^{n}({\hat {k}})}}\left[\ln \left(\prod {\frac {x_{i}}{\theta }}\right)-n\psi _{0}({\hat {k}})\right].}
Con {\displaystyle \psi _{0}(k)} indichiamo la funzione digamma così definita:
{\displaystyle \psi _{0}(x):={\frac {\Gamma '(x)}{\Gamma (x)}}={\frac {d}{dx}}\ln \Gamma (x),}
che può essere espressa mediante una relazione integrale
{\displaystyle \psi _{0}(x)=\int _{0}^{\infty }{\frac {e^{-t}-(1+t)^{-x}}{t}}dt.}
Eguagliando a zero la nostra funzione di verosimiglianza otteniamo il nostro punto di massimo
{\displaystyle \left({\frac {\partial {\mathcal {L}}}{\partial k}}\right)_{k={\hat {k}}}\!\!\!\!\!=0\,\Rightarrow \,\ln \left(\prod {\frac {x_{i}}{\theta }}\right)-n\psi _{0}({\hat {k}})=0\,\Rightarrow \,\psi _{0}({\hat {k}})=\ln \left({\sqrt[{n}]{\prod {\frac {x_{i}}{\theta }}}}\right)}
La funzione digamma, nei reali positivi è strettamente crescente, per cui esiste la funzione inversa
{\displaystyle {\hat {k}}=\psi _{0}^{-1}\left[\ln \left({\sqrt[{n}]{\prod _{i=1}^{n}{\frac {x_{i}}{\theta }}}}\right)\right]=\psi _{0}^{-1}\left[{\frac {1}{n}}\sum _{i=1}^{n}\ln \left({\frac {x_{i}}{\theta }}\right)\right].}
Questo stimatore ottenuto è asintoticamente corretto, ma per valori finiti andrebbe verificato il suo valore atteso che, se risultasse essere {\displaystyle k}, allora sarebbe un corretto stimatore.
Calcoliamo quindi
{\displaystyle \mathbb {E} [\psi _{0}({\hat {k}})]=\mathbb {E} \left[{\frac {1}{n}}\sum _{i=1}^{n}\ln \left({\frac {x_{i}}{\theta }}\right)\right]={\frac {1}{n}}\sum _{i=1}^{n}\mathbb {E} \left[\ln \left({\frac {x_{i}}{\theta }}\right)\right]={\frac {1}{n}}\sum _{i=1}^{n}\int _{0}^{\infty }\ln \left({\frac {x_{i}}{\theta }}\right){\frac {x_{i}^{k-1}}{\theta ^{k}\Gamma (k)}}e^{-{\frac {x_{i}}{\theta }}}dx_{i},}
dove abbiamo usato la linearità del valore atteso e scritto la sua definizione su variabile aleatoria continua.
{\displaystyle \mathbb {E} [\psi _{0}({\hat {k}})]={\frac {1}{n\theta ^{k}\Gamma (k)}}\sum _{i=1}^{n}\int _{0}^{\infty }\ln \left({\frac {x_{i}}{\theta }}\right)x_{i}^{k-1}e^{-{\frac {x_{i}}{\theta }}}dx_{i}={\frac {1}{\theta ^{k}\Gamma (k)}}\int _{0}^{\infty }\ln \left({\frac {t}{\theta }}\right)t^{k-1}e^{-{\frac {t}{\theta }}}dt}
Tutti gli integrali nella {\displaystyle i}-esima variabile sono uguali tra di loro, quindi la loro somma dà {\displaystyle n} volte il singolo integrale nella generica variabile di integrazione {\displaystyle t}.
{\displaystyle \mathbb {E} [\psi _{0}({\hat {k}})]={\frac {1}{\theta ^{k}\Gamma (k)}}\int _{0}^{\infty }\ln \left({\frac {t}{\theta }}\right)t^{k-1}e^{-{\frac {t}{\theta }}}dt={\frac {\theta ^{k-1}}{\theta ^{k-1}\Gamma (k)}}\int _{0}^{\infty }\ln(u)u^{k-1}e^{-u}du={\frac {1}{\Gamma (k)}}\int _{0}^{\infty }u^{k-1}\ln(u)e^{-u}du}
e il risultato di quest'ultimo integrale è proprio {\displaystyle \Gamma (k)\psi _{0}(k)} per qualunque {\displaystyle k} con parte reale positiva. Abbiamo quindi ottenuto l'identità
{\displaystyle \mathbb {E} [\psi _{0}({\hat {k}})]=\psi _{0}(k),}
che non è sufficiente a dire che lo stimatore sia corretto (non solo asintoticamente), ma è tuttavia necessario.
In effetti dalla disuguaglianza di Jensen (secondo cui {\displaystyle \varphi (\mathbb {E} [X])\leq \mathbb {E} [\varphi (X)]} per una qualunque variabile aleatoria X e una funzione convessa {\displaystyle \varphi }) si ottiene un risultato più forte grazie al fatto che la funzione {\displaystyle \psi _{0}^{-1}\colon \mathbb {R} \rightarrow \mathbb {R} ^{+}} è convessa su tutto il suo dominio.
Infatti usando la disuguaglianza di Jensen per {\displaystyle X=\psi _{0}({\hat {k}})} e {\displaystyle \varphi =\psi _{0}^{-1}} risulterà
{\displaystyle \psi _{0}^{-1}\left(\mathbb {E} \left[\psi _{0}({\hat {k}})\right]\right)\leq \mathbb {E} \left[\psi _{0}^{-1}\left(\psi _{0}({\hat {k}})\right)\right]=\mathbb {E} [{\hat {k}}].}
Dall'uguaglianza ottenuta in precedenza il membro di sinistra si semplifica così da avere:
{\displaystyle k\leq \mathbb {E} [{\hat {k}}].}